# Caccodes
Caccodes es un género de coleóptero de la familia Cantharidae.

## Especies
Las especies de este género son:
- Caccodes alboterminatus
- Caccodes alexanderi
- Caccodes antillarum
- Caccodes bakeri
- Caccodes balloui
- Caccodes bechynei
- Caccodes bicolor
- Caccodes bimaculatus
- Caccodes brevipennis
- Caccodes brincki
- Caccodes cacumenum
- Caccodes chiosensis
- Caccodes cienfuegosensis
- Caccodes cuspidatus
- Caccodes dominicanus
- Caccodes durangoensis
- Caccodes extensicornis
- Caccodes fjellandi
- Caccodes granicollis
- Caccodes huachucae
- Caccodes ingens
- Caccodes iviei
- Caccodes kanekoi
- Caccodes knulli
- Caccodes laticeps
- Caccodes maculifrons
- Caccodes malthiniformis
- Caccodes melanocerus
- Caccodes mindanaoniger
- Caccodes minutus
- Caccodes nigricolor
- Caccodes nigripennis
- Caccodes nigrotinctus
- Caccodes oculatus
- Caccodes pallidulus
- Caccodes philippinus
- Caccodes picticeps
- Caccodes pseudosubcostatus
- Caccodes quadrimaculatus
- Caccodes rothi
- Caccodes rugiceps
- Caccodes salvadoranus
- Caccodes sancticatalinus
- Caccodes singularis
- Caccodes sowerestanus
- Caccodes subcostatus
- Caccodes subulatus
- Caccodes testaceomimus
- Caccodes testaceus
- Caccodes thainiger
- Caccodes tricolor
- Caccodes vietnamensis
- Caccodes zaragozai